# Intensitate sonoră

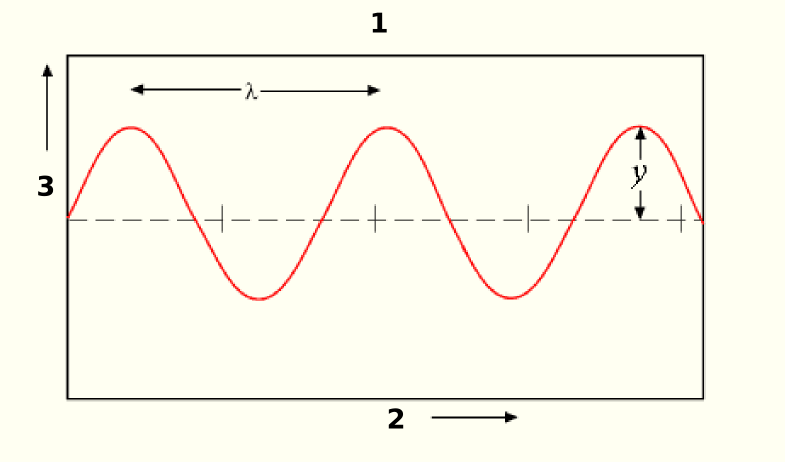
Reprezentarea unei vibrații sonore, unde λ=lungimea de undă, y=amplitudinea

Prin intensitate sonoră (în sens fiziologic) se înțelege senzația pe care o produce asupra organului nostru auditiv amplitudinea (elongația maximă pe care o efectuează mișcarea vibratorie față de poziția de echilibru) unei vibrații sonore și suprafața corpului în mișcare altfel spus, volumul vibrației. Cu cât amplitudinea vibrațiilor este mai mare și suprafața de contact cu aerul crește și intensitatea sunetului rezultat, și invers. Aceasta se măsoară prin unitățile denumite în fizică foni sau decibeli (1fon = 1 decibel, in cazul frecventei de 1000 Hz).
Amplitudinea unei vibrații depinde de următorii factori:
- cantitatea de energie ce se imprimă mișcării vibratorii și se transmite mediului ambiant;
- distanța la care se află corpul vibrator față de aparatul auditiv receptor;
- calitatea mediului în care se propagă (aer liber, sală închisă, prezența unor obstacole absorbante etc.).

## Limitele auzului uman în privința intensității sunetului
| Intensitatea (dB) | Exemplificare                          |
| ----------------- | -------------------------------------- |
| 140               | Pragul dureros                         |
| 130               | Avion cu reacție în timpul decolării   |
| 120               | Motorul pornit al avionului cu reacție |
| 110               | Concert rock                           |
| 100               | Ciocan pneumatic                       |
| 90                | Zgomot de stradă                       |
| 80                | Zgomotul trenului                      |
| 70                | Aspirator                              |
| 50-60             | Zgomot într-un birou aglomerat         |
| 40                | Conversație                            |
| 20                | Bibliotecă                             |
| 10                | Sunetele naturii                       |
| 0                 | Prag auditiv                           |

Pragul inferior, dedesubtul căruia sunetele nu mai sunt sesizate de urechea umană este însemnat prin 0 decibeli. Limita superioară este de aproximativ 140 de decibeli, dincolo de care sunetele nu mai pot fi auzite corect, deoarece intensitatea prea mare distorsionează perceperea auditivă, producând chiar senzații dureroase. Supradimensionarea intensității unor sunete sau zgomote peste limitele fiziologice admise (trecerea dincolo de pragul durerii) sau expunerea pe timp îndelungat la poluare fonică, au drept consecință deteriorarea și compromiterea aparatului auditiv.

## Notația muzicală a intensității
| Ansamblul variaților de intensitate utilizate în muzică alcătuiesc dinamica acestei arte. Dinamica se exprimă grafic prin trei modalități: - prin litere reprezentând inițialele unor termeni italienești de specialitate - prin cuvinte, exprimând grade diferite ale ordinii dinamice - prin semne grafice sugerând, de asemenea, un grad sau altul de intensitate. Din punct de vedere al efectului pe care-l produc în interpretarea artistică, semnele dinamice alcătuiesc trei categorii: - semne indicând o intensitate constantă până la schimbarea unui semn cu altul - semne indicând o intensitate progresivă, prin creșteri sau descreșteri continue - accente diferite pe sunete izolate - pp. (pianissimo) = foarte încet - p. (piano) = încet - mp. (mezzopiano) = pe jumătate încet - mf. (mezzoforte) = pe jumătate tare - f. (forte) = tare - ff. (fortisimo) = foarte tare | \| \| Pianissimo \| \| \| Piano \| \| \| Mezzo-piano \| \| \| Mezzo-forte \| \| \| Forte \| \| \| Fortissimo \| \| \| Sforzando \| |
| | Pianissimo |
| | Piano |
| | Mezzo-piano |
| | Mezzo-forte |
| | Forte |
| | Fortissimo |
| | Sforzando |

| - crescendo = crescând din ce în ce mai mult intensitatea - poco a poco cresc. = crescând puțin câte puțin intensitatea - poco a poco piu forte = puțin câte puțin mai tare - spiengando = amplificând, dând mai mult sunet - decrescendo = descrescând din ce în ce mai mult intensitatea - poco a poco descresc. = crescând puțin câte puțin intensitatea - calando = potolind, slăbind din ce în ce mai mult intensitatea și mișcarea - mancando = pierzând din ce în ce intensitatea și rărind mișcarea - morendo = „murind”, descrescând intensitatea până la stingere - perdendosi = pierzând din ce în ce intensitatea - smorzando = descrescând, atenuând intensitatea și domolind mișcarea | \| \| Crescendo \| \| \| Decrescendo \| |
| | Crescendo                               |
| | Decrescendo                             |

### Accentuările pe sunete izolate (efect loco)
- > marcato = accentuare normală
- ^ marcatissimo = accentuare puternică
- – portato = intensitate susținută pe toată durata sunetelor
- ·_ portato staccato = aceeași, dar detașate scurt
- sfz. sfrorzato = apăsând puternic
- rinf. rfz. rinforzando = crescând energic, viguros intensitatea